# Roveňský rajón
Roveňský rajón (ukrajinsky Ровеньківський район) je rajón v Luhanské oblasti na Ukrajině. Hlavním městem je Roveňky a rajón má přibližně 297 tisíc obyvatel. 

## Města v rajónu
- Antracyt
- Bokovo-Chrustalne (Vachruševe)
- Chrustalnyj (Krasnyj Luč)
- Miusynsk
- Petrovo-Krasnosillja
- Roveňky